# 마해송
마해송(馬海松, 1905년 1월 8일~1966년 11월 6일)은 대한민국의 어린이 운동가, 아동문화운동가, 아동문학가, 동화 작가로 한국 창작 아동문학의 선구자로 알려져 있다.
경기도 개성 출생으로, 본명은 마상규(馬湘圭)이고 아명은 마창록(馬昌祿)이며 본관은 목천(木川)이고 해송(海松)은 그의 아호(雅號)이다. 
방사선과 의사이자 시인 겸 소설가인 마종기(馬鍾基) 교수가 그의 아들이다.

## 생애
1920년 일본 니혼 대학교 예술학과 재학 중에 홍난파 등과 유학생극단 ‘동우회’를 조직하였고, 한편으로는 방정환 등과 함께 ‘색동회’ 동인으로서 활동하였다. 1921년 대학을 휴학하였다가 1928년 폐병 발병으로 일본 니혼 대학교 예술학과 중퇴, 1929년 건강을 회복한 후 《분게이슌주(文藝春秋)》사 초대 편집장을 거쳐 1930년 《모던닛폰》을 창간하기도 했다.
그의 사후 문학과지성사는 한국 근현대 아동문학사에 큰 획을 그은 그의 업적을 기리는 마해송문학상을 제정하였다.
- 1905년 경기도 개성에서 출생
- 1920년 일본 니혼 대학교 예술학과 입학
- 1921년 일본 니혼 대학교 예술학과 휴학
- 1923년 동화 《바위나리와 아기별》을 《샛별》에 기고
- 1924년 소파 방정환, 윤극영 등과 함께 색동회 창설에 참여
- 1928년 일본 니혼 대학교 예술학과 중퇴
- 1930년 발행부수 10만부의 유명 잡지 《모던닛폰》의 사장이 됨
- 1931년 항일우화 《토끼와 원숭이》를 《어린이》에 연재했다가 일본의 탄압으로 연재가 중단.
- 1933년 설화를 각색한 《호랑이와 곶감》을 발표
- 1945년 한국에 돌아옴.
- 1948년 우화 《떡배 단배》를 《자유신문》연재
- 1957년-1958년 장편동화 《모래알 고금》을 발표, 사회의 혼란과 부조리를 비판.
- 말년에 프로테스탄트를 이탈 후 독실한 천주교 신자가 되어, 유괴된 어린이들이 천사들의 보호를 받아 구출되는 이야기를 쓰기도 했다. 금성문화사에서 출판한 창작동화집에 창작동화가 실렸다.
- 1966년 뇌일혈로 별세. 경기도 양주의 천주교 묘지에 안장됨.

## 학력
- 경기도 개성제1보통학교 졸업
- 경기도 개성고등상업학교 수료
- 경성 중앙고등보통학교 수료(1946년 서울 중앙고등학교 명예 졸업장 수여)
- 경성 보성고등보통학교 중퇴
- 일본 니혼 대학교 예술학과 중퇴

### 명예 졸업
- 2023년 9월 9일 창원대학교 명예 졸업장 수여

## 주요 작품
- 《바위나리와 아기별》
- 《토끼와 원숭이》
- 《앙그리께》
- 《떡배 단배》